# Flugplatz Katowice-Muchowiec

i7
i11
i13
Der Flugplatz Katowice-Muchowiec (polnisch: Lotnisko Katowice-Muchowiec) ist ein Flugplatz für die allgemeine Luftfahrt im Katowicer Stadtteil Muchowiec (deutsch Muchowietz) in der Woiwodschaft Schlesien, Polen. Der Flugplatz liegt 3 km vom Stadtzentrum entfernt südlich der A4.

## Geschichte
Im Jahr 1926 wurde von Muchowiec aus eine Verbindung nach Warschau eingerichtet. Nach Bergbauschäden wurde der Linienverkehr 1966 eingestellt und auf den damaligen Militärflugplatz nach Pyrzowice (heute Flughafen Katowice) verlegt.

## Ausbaupläne
Es ist geplant, eine neue 850 m lange und 25 m breite Landebahn mit Beton als Bahnbelag zu bauen, um Maschinen mit bis zu 18 Passagieren aufnehmen zu können. Im Rahmen dieses Ausbaus sollen auch ein Terminal, Abstellpositionen und Hangars entstehen. Die Finanzierung ist noch nicht gesichert. Die Kosten sollten ursprünglich 10 Mio. Złoty betragen, mittlerweile (2011) ging man von 50 Mio. Złoty aus.